# 肝吸い

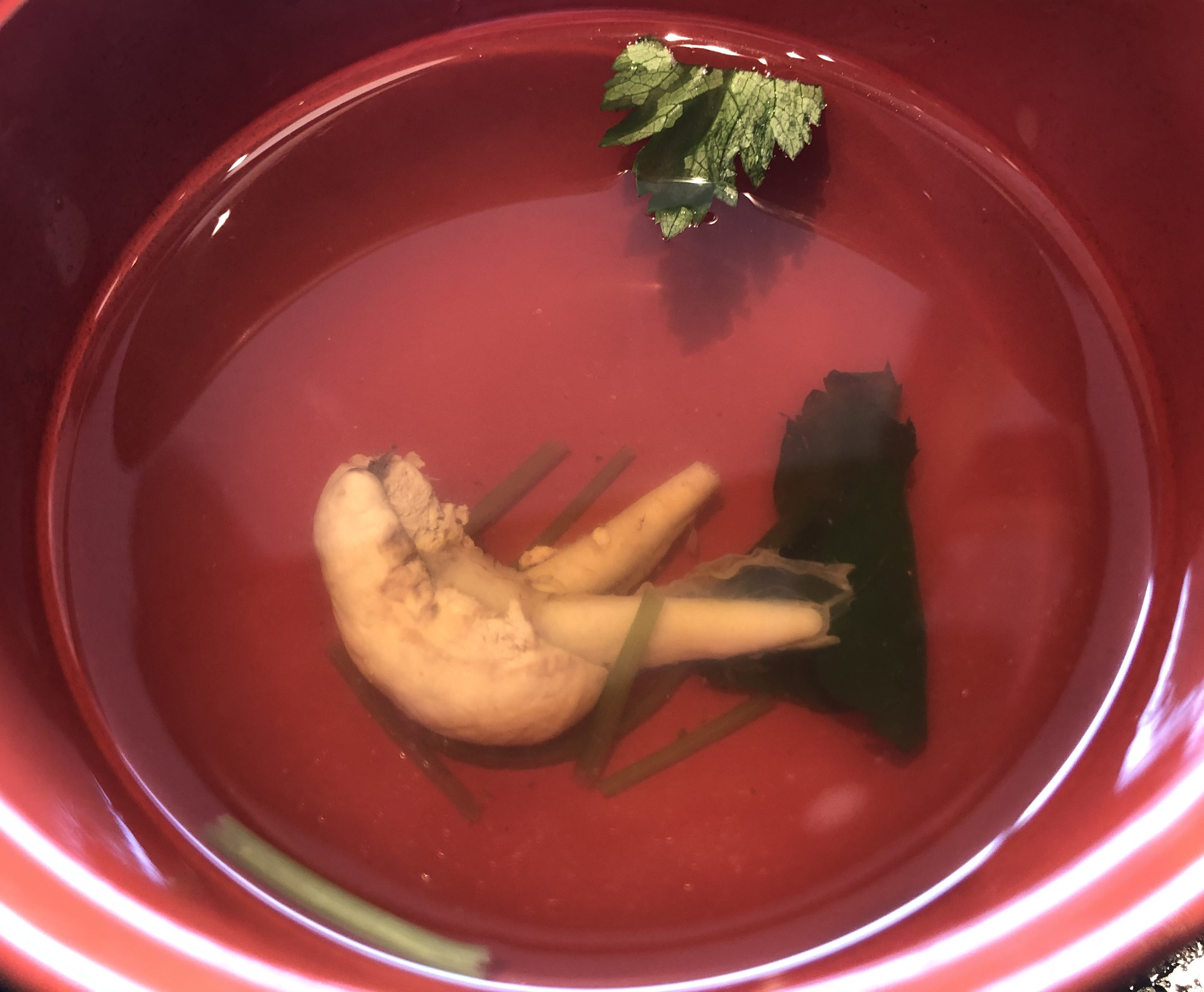
肝吸い。椀の下に沈んでいるのが肝。

肝吸い（きもすい）は、ウナギの内臓を実とする吸い物。「肝」という字を用いるが肝臓ではなく、胃を中心とした腎臓や腸の一部が付着した部位が用いられる。鰻丼や鰻重と共に供されることが多い。「肝」自体にはほとんど味はなく、コリコリとした食感や風味を楽しむという部分が大きい。

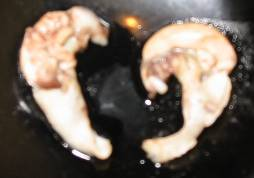
うなぎの「肝」
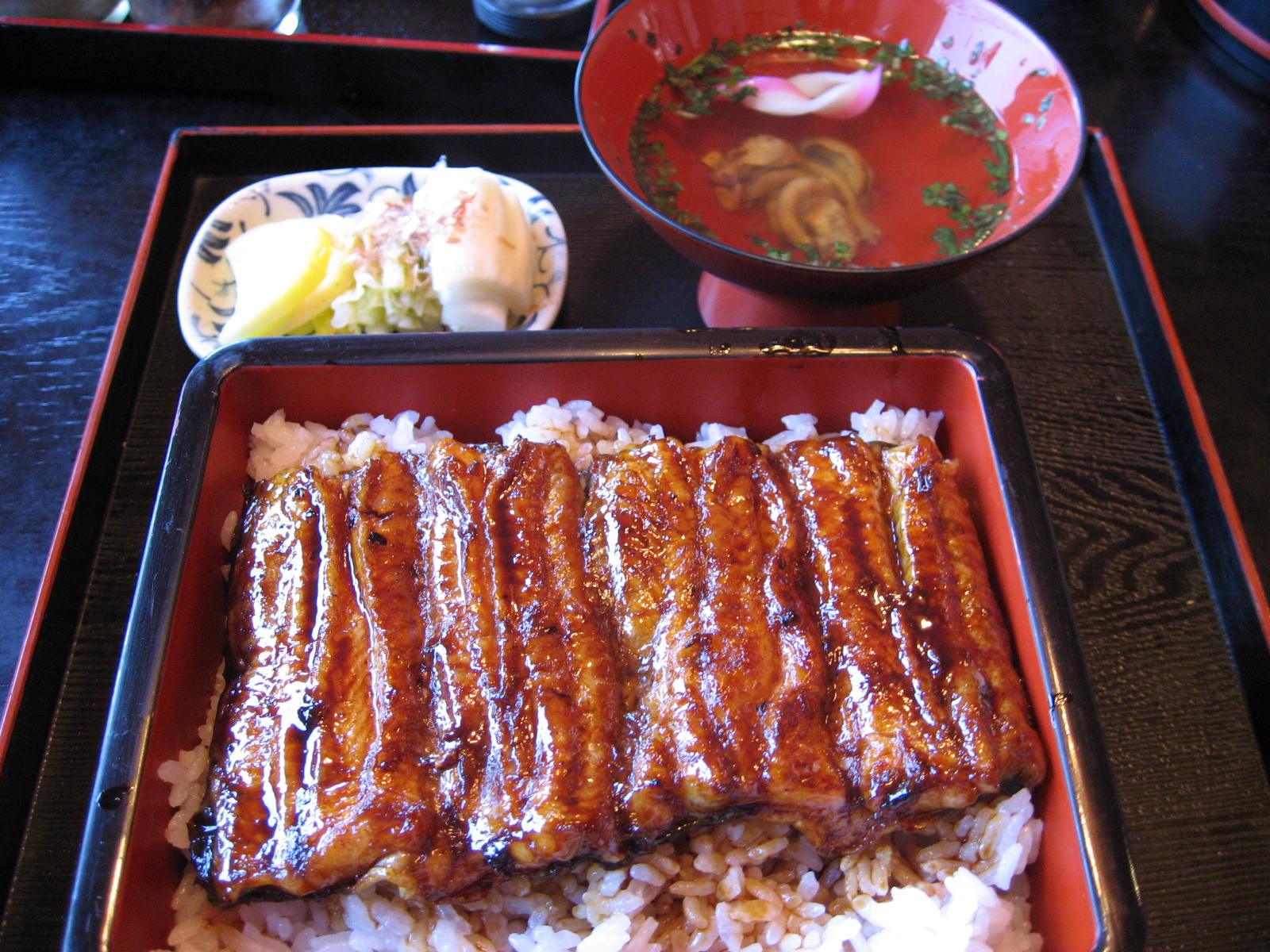
うな重に添えられた肝吸い(右上)